# Liste von Breakdance-Crews
Diese Liste verzeichnet bekannte Breakdance-Gruppen, die einen der bedeutenden internationalen Breakdance-Battles (Battle of the Year, UK B-Boy Championships, Freestyle Session, B-Boy Unit, R16) bzw. einen in ihrem Land bedeutenden Battle (z. B. Battle of the Year France, Armory Cup) gewonnen haben oder Pioniere dieser Tanzform in ihrer Heimat sind bzw. gewesen sind.
Die Aufstellung erfolgt nach Herkunftsland.

## Afrika

### Südafrika
- Black Noise (Kapstadt)

## Asien

### China
- Pioneer Crew

### Japan
- Ichigeki (Osaka)
- Mortal Combat (Osaka)
- Spartanic Rockers Japan (Tokyo)
- Tokyo B-Boys (Tokyo)
- Waseda Breakers (Tokyo)

### Korea
- Drifterz (Seoul)
- Expression (Seoul)
- Extreme Crew (Seoul)
- Gamblers (Seoul)
- Last For One (Seoul)
- People Crew (Seoul)
- Rivers Crew (Seoul)
- T.I.P. (Seoul)

## Europa

### Deutschland
- Style Cracks (Stuttgart)
- Battle Squad (Berlin / Kiel / Aschaffenburg)
- Dancefloor Destruction Crew (Schweinfurt)
- Darookies (Magdeburg)
- Flying Steps (Berlin)
- Incredible Syndicate (Ulm / Geislingen)
- TRU CRU (Stuttgart)
- The Saxonz (Dresden)

### Frankreich
- Aktuel Force (Saint-Denis)
- Pockemon (Lyon)
- The Family (Paris / La Spezia)
- Vagabonds (Paris)
- Wanted (Paris)

### Griechenland
- Crazy New Feeling CNF (Thessaloniki, Gründer CNF Berlin)

### Russland
- Top 9 (St. Petersburg)

### Schweiz
- Toys in Effect
- Crazy Force Crew (Luzern, Gründer "Bboy Crazy")
- Ruffn’x Crew (Basel, zweifacher Gewinner des Battle of the Year Switzerland)
- Ghost Rockz Crew (Zürich, 2facher Gewinner des Battle of the Year Switzerland)
- Dirty Hands (Zug, Showgruppe)
- B&8B Crew (Aargau)
- Deep trip (Neuchatél, Mehrfacher Gewinner des Battle of the Year Switzerland)

### Ungarn
- Suicidal Lifestyle
- Elementary Force

### Vereinigtes Königreich
- Always Rockin Tuff
- Second 2 None

## Nordamerika

### Kanada
- Bag of Trix (Toronto)

### USA
- Dynamic Rockers (New York)
- Havikoro (Austin)
- Killafornia (Kalifornien)
- Mighty Zulu Kingz (weltweit)
- Mind 180 (Orlando)
- New York City Breakers (New York)
- Rock Force Crew (Los Angeles)
- Rock Steady Crew (New York)
- Style Elements (Kalifornien)
- Skill Methodz (Orlando)